# فهرست دانشگاه‌های اوهایو

## عمومی
- دانشگاه اَکراِن
- دانشگاه ایالتی بولینگ گرین
- دانشگاه تولیدو
- دانشگاه اوهایو
- دانشگاه ایالتی اوهایو
- دانشگاه دیتون
- دانشگاه سینسینتی
- دانشگاه میامی
- دانشگاه ایالتی کنت
- دانشگاه سینسیناتی
- دانشگاه ایالتی کلیولند

## خصوصی
- کالج ابرلین
- دانشگاه کیس وسترن رزرو
- دانشگاه زویر